# Fédération Internationale de l'Automobile
De Fédération Internationale de l'Automobile, meestal aangeduid als FIA, is een internationale federatie van nationale auto-, motorsport- en motorclubs. Het hoofdkwartier van de FIA is gevestigd in Parijs, Frankrijk.

## Organisatie
De FIA bestaat uit twee delen. De FIA World Council for Mobility and Automobile is verantwoordelijk voor alle niet-sportgerelateerde onderwerpen. Voorbeelden van haar verantwoordelijkheden zijn verkeersveiligheid, milieubescherming en het testen van nieuwe automodellen (NCAP botsproeven).
De The FIA World Motor Sport Council is verantwoordelijk voor alle internationale motorsporten waar landvoertuigen aan meedoen met vier of meer wielen. Dit houdt onder andere in dat zij de veiligheid in motorsportwedstrijden probeert te verbeteren. De FIA is verder verantwoordelijk voor het organiseren van een groot aantal motorsportevenementen, bijvoorbeeld de Formule 1 en het wereldkampioenschap rally.

## Geschiedenis
Op 20 juni 1904 werd de Association Internationale des Automobile Clubs Reconnus opgericht in Bad Homburg, Duitsland, de voorloper van de FIA. Deze club moest alle gebruikers van interne verbrandingsmotoren vertegenwoordigen, zowel in de lucht als op het land, op twee en vier wielen. Clubs uit 13 landen werden erkend. Clubs uit België, Denemarken, Duitsland, Frankrijk, Italië, Nederland, Oostenrijk, Portugal, Rusland, Spanje, het Verenigd Koninkrijk, de Verenigde Staten en Zwitserland maakten vanaf het begin deel uit van de FIA. De belangrijkste taak van de net opgerichte club was het verlagen van de snelheden die bereikt werden tijdens races, om het grote aantal dodelijke ongelukken te verminderen.
De FIA vierde haar honderdjarig bestaan in 2004.
In april 2015 waren 213 nationale automobielorganisaties uit 125 landen lid van de FIA.